# Station Ziegenhals Stadt
Station Ziegenhals Stadt is een spoorwegstation in de Poolse plaats Głuchołazy.